# Villa Mocenigo (Marocco)
Villa Mocenigo era una villa palladiana, rimasta incompiuta e demolita alla fine del Settecento, sita a Marocco, località oggi compresa nel comune di Venezia. Sorgeva sul lato occidentale del Terraglio, strada nota per i numerosi palazzi che vi si affacciano, poco più a sud dell'attuale villa Volpi.

## Storia
Nel XVI secolo il terreno su cui fu innalzato l'edificio apparteneva ai Foscari, i quali lo vendettero poi ai Mocenigo. Attorno al 1560-61 il senatore Leonardo Mocenigo commissionò ad Andrea Palladio il progetto per una villa da costruire sui suoi possedimenti. L'architetto realizzò un disegno piuttosto originale rispetto al tipico schema delle ville venete, che pubblicò poi nel secondo dei Quattro libri dell'architettura.
La costruzione, però, fu alquanto travagliata e si discostò notevolmente dal progetto palladiano che prevedeva, tra l'altro, un corpo centrale tripartito, caratterizzato nel mezzo da un doppio loggiato culminante con un timpano triangolare. Da una mappa del 1631 risultava costruita solo l'ala di sinistra che «aveva sembianze piuttosto di fortezza che di casa» (Gallicciolli). La fabbrica, infatti, si sviluppava su quattro piani, caratteristica tipica dei palazzi cittadini, ma ingiustificata per una villa di campagna dove lo spazio disponibile permetteva uno sviluppo più orizzontale.
Sul finire del Seicento le proprietà passarono ai Morosini, che diedero la villa in affitto: nel 1740 risulta locata a Giovanni Battista Marinoni. Da questo momento l'edificio venne abbandonato a sé stesso e cadde rapidamente in rovina. Il 29 giugno 1795 un viandante, che si era rifugiato nella villa per passare la notte, morì a causa di un crollo. Si provvedette, allora, a demolirla.